# Iver Horrem
Iver Andreas Horrem (Aukra, 1 de janeiro de 1977) é um  ex-jogador de vôlei de praia noruegues.

## Carreira
Em 2004, disputou a edição dos Jogos Olímpicos de Verão em Atenas ao lado de Bjørn Maaseide.

## Premiações individuais
- Melhor Sacador do Circuito Mundial de Vôlei de Praia de 2006